# 日本國鐵DD15型柴油機車
DD15型柴油机车（日语：DD15形ディーゼル機関車）是日本國有鐵道的一款犁式除雪柴油機車。

## 开发背景
在日本国有铁道的20,000多公里营业里程的铁路网当中，有三分之一位于日降雪量达到80厘米的大雪区，因此除雪车辆对于保障冬季的铁路运输安全尤其重要。在1960年代以前，日本国铁拥有的约300辆除雪车辆，仍然全部使用蒸汽機車作为动力。1957年，随着铁路运输量伴随日本经济高速增长，日本国铁宣布执行第一个五年计划（1957年—1961年），旨在提高铁路系统运输能力和推进牵引动力现代化。1958年，日本国铁成功研制了DD13型液力传动柴油机车，并迅速成为国铁调车柴油机车的主力车型，大大加快了国铁旧型蒸汽机车的淘汰速度。1959年，日本国铁开始在DD13型柴油机车的基础上，开发研制新一代的现代化除雪车辆。继采用旋转式除雪装置的DD14型除雪柴油机车于1960年面世之后，采用犁式除雪装置的DD15型除雪柴油机车亦在1961年研制成功。
DD15型除雪柴油机车的动力传动系统基本上与DD13型柴油机车保持相同，每台机车装有两台500马力的DMF31SB型柴油机，传动系统采用成熟可靠的DS1.2/1.35型液力传动装置。以往使用的旧型犁式除雪车辆只具有单向作业的能力，因此需要区分单线区间（Ki100型除雪车）和复线区间（Ki550型除雪车）用的除雪车辆，还需要专门的设备来换向；但以柴油机车为动力的现代化犁式除雪车具备了双向作业能力，只需一台除雪车即可完成单线和复线铁路的除雪作业。除此之外，旧型除雪车辆除了每年冬季降雪期间使用外其余时间均处于闲置状态，因此从DD14、DD15型柴油机车开始的国铁现代化除雪车辆，全部皆以多功能的兼用原则进行设计，设置在机车前端的除雪装置可以按需要分拆出来，平时无需执行除雪任务时可以作为普通的调车机车使用。
然而，DD15型柴油机车搭载除雪装置时轴重达到15.5吨，因此无法在轴重限制为15吨的三级线路上使用，而且必须借助起重机来装拆除雪装置，在冬季期间改作为调车机车较为不便。1966年，因后继的DE15型除雪柴油机车开发成功而停产。1961年至1966年间，日本車輛製造共生产了50台DD15型柴油机车，其中包括46台基本番台机车（1～46）和4台300番台机车（301～304）。1966年制造的DD15型柴油机车改为使用DT113F型转向架，由于这种转向架无法与以前的DT113D型转向架互换使用，因此将这批机车称为300番台机车以作区分。

## 运用历史
1960年代至1970年代期间，DD15型除雪柴油机车被广泛配属到国铁东北、中部、新潟、北海道等支社下辖的铁道管理局，包括新潟、秋田、山形、青森、敦賀、富山、苗穗、旭川、岩見澤、釧路、名寄等地。DD15型柴油机车通常用来清除厚度约20～40厘米的初期积雪，当线路两侧积雪较厚以后才使用DD14型柴油机车除雪。1987年4月1日國鐵分割民營化之际，除了18台已除籍报废的机车外，其余32台DD15型柴油机车都被新成立的旅客铁道公司繼承，包括東日本旅客鐵道（JR东日本）19台和西日本旅客鐵道（JR西日本）13台。
JR東日本的DD15型柴油机车已经在2010年全部报废。截至2014年3月，由於DD15軸重較重，加上除雪犁固定於車身穩定度較外接除雪車的DE15高，因此JR西日本仍然拥有6台DD15型柴油机车，其中五台配属富山地域铁道部 （11、13、14、15、31），其余一台配属福井地域铁道部（10）。由于这些机车的车龄已经超过50年，JR西日本计划使用Kiya143型除雪车作为替代。

## 技术特点

### 总体布置
DD15型柴油机车是兼作调车机车的液力传动除雪柴油机车，机车总体结构与DD13型柴油机车保持相同。为了使司机具有良好的两端瞭望视野，司机室被设置在车体中央位置，司机室前后两端分别为两个动力室。与DD13型柴油机车的主要差异在于，司机室顶部加装了四盏密封光束灯式前照灯，前窗玻璃上装有用来消除雨雪的旋转窗，外走廊踏板上设有用来固定除雪装置的支架锁扣。考虑到加装除雪装置后机车重量增加，车体底架厚度从DD13型的200毫米减少至150毫米，燃油箱容量亦由2000升减少至1500升。机车走行部为两台无均衡梁式二轴转向架，基本番台机车采用DT113D型转向架，300番台机车采用经过改良的DT113F型转向架。

### 动力系统
DD15型柴油机车的动力传动系统与DD13型柴油机车完全相同，机车上搭载两套相同的动力机组。机车装用两台DMF31SB型柴油机，这是一种四冲程、六气缸、直列式、废气涡轮增压的水冷式高速柴油机，气缸直径为180毫米，活塞行程为200毫米，持续功率为500马力（370千瓦），额定转速为每分钟1500转。每台柴油机直接驱动一台振兴造机制造的DS1.2/1.35型液力传动装置，从两组液力传动装置输出的扭矩，通过万向轴、换向齿轮装置、车轴齿轮箱传动轮对。

### 除雪装置
DD15型柴油机车出厂时均采用单向犁式除雪装置，除雪作业进行时只会向线路左侧排雪，除雪装置由主犁板、镶边板、侧翼板等部分组成，主犁板用于清除轨道上的积雪，可伸缩的镶边板用于刮除轨道之间的积雪，侧翼板则用于扩大除雪宽度。最初试制的两台原型车是利用压缩空气驱动各除雪板的开闭，除雪装置顶部装有一个大型风缸，1972年后主犁板改为采用液压控制方式。量产车则利用液压控制所有除雪板开闭，以改善控制机构的响应速度和作动力度。1968年，DD15 16、17号机车在新津工厂改装可用于单线铁路的V型犁式除雪装置。
由于除雪装置作业时除雪板会探出车辆限界之外，操纵人员必须具备高度熟练的技术始能保证及时收拢翼板，以免与沿线各种构造物冲撞和造成损坏。日本国铁为保证除雪车在以作业速度行驶时能及时闭合除雪装置，于1963年研制了一种变频式除雪系统自动控制装置，其原理是在构造物前140米和10米处分别设置两个的地面信号发送装置，除雪车距离构造物前140米接受信号之后自动关闭除雪板，至构造物前约10米处闭合完毕，通过构造物后又自动打开除雪板，这样既保证了行车安全又可以尽量减少未除雪路段长度。该系统于1964年率先装上DD15 3号机车，并在上越线小出至浦佐间进行了除雪试验。该系统效果良好且获得了较高评价，并从同年新造的DD15 42号机车开始装备，后来投产的DD53型除雪柴油机车亦采用了该控制装置。

## 车辆保存
- DD15 17号机车：静态保存于北海道三笠市的三笠铁道纪念馆（日语：三笠鉄道記念館）。
- DD15 30号机车：静态保存于岡山縣津山市舊津山機關區的扇形機車庫。
- DD15 37号机车：静态保存于北海道小樽市的小樽市综合博物馆。